# Kúvingafjall
Kúvingafjall är ett berg på ön Kunoy på Färöarna. Berget har en högsta topp på 830 meter.
Berget är Färöarnas fjärde högsta berg och den högsta toppen på den bergiga ön Kunoy som innehåller ett antal toppar på mellan 700 och 800 meters höjd.